# Млынище (Волынская область)
Млыни́ще (укр. Млинище) — село в Поромовской сельской общине Владимирского района Волынской области Украины.
Код КОАТУУ — 0721184403. Население по переписи 2001 года составляет 258 человек. Почтовый индекс — 45311. Телефонный код — 3372. Занимает площадь 6,1 км².

## История
В 1946 году указом ПВС УССР село Млинско переименовано в Млынище.
До 2020 года входило в Иваничевский район.